# 1986年フランス議会総選挙
1986年フランス議会総選挙は、フランス共和国の立法府である国民議会（下院）を構成する議員を選出するため行われた選挙で、1986年3月16日に投票が行われた。

## 概要
国民議会議員の任期5年が満了したことに伴って実施された。選挙では1981年に発足した社会党政権が進めてきた政治に対する是非が問われたが、与党である社会党（PS）が大敗、共和国連合（RPR）とフランス民主連合（UDF）を中心とする保守勢力が過半数を占める結果となった。

## 基礎データ
前年の85年に選挙法が改正され、それまでの小選挙区2回投票制から県別の比例代表制に選挙制度が改められた。
- 議員定数：577議席（前回選挙までは491議席）

フランス本土：555議席
海外県および海外領：22議席
- 選挙制度：比例代表制（拘束名簿式）配分方法はドント式で行われる。
- 選挙区単位：県単位
- 選挙区：96選挙区
- 阻止条項：各選挙区において有効投票5％以上
- 選挙権：18歳以上のフランス国民
- 被選挙権：23歳以上のフランス国民

## 選挙結果
投票日：1986年3月16日
| 項目         | 数         |
| ------------ | ---------- |
| 登録有権者数 | 37,541,124 |
| 投票者数     | 29,317,729 |
| 投票率       | 78.1%      |
| 有効投票     | 28,037,180 |

| 党派                     | 党派                                  | 得票数     | 得票率 | 議席数      | 議席数          |
| 党派                     | 党派                                  | 得票数     | 得票率 | 個別 党派別 | 政治 グループ別 |
| ------------------------ | ------------------------------------- | ---------- | ------ | ----------- | --------------- |
| 極左                     | Extreme Left 極左（労働者の闘争など） | 427,753    | 1.53%  | 0           | 0               |
| 左翼                     | PCF フランス共産党                    | 2,740,972  | 9.78%  | 35          | 35              |
| 左翼                     | PS 社会党                             | 8,705,163  | 31.04% | 207         | 216             |
| 左翼                     | Union de la gauche 左翼連合           | 56,044     | 0.22%  | 2           | 216             |
| 左翼                     | MRG 左翼急進党                        | 107,754    | 0.38%  | 2           | 216             |
| 左翼                     | Various Left 左翼諸派                 | 290,059    | 1.03%  | 5           | 216             |
| Ecologisits エコロジスト | Ecologisits エコロジスト              | 340,138    | 1.21%  | 0           | 0               |
| Regionalists 地域主義者  | Regionalists 地域主義者               | 28,045     | 0.15%  | 0           | 0               |
| 右翼                     | RPR 共和国連合                        | 3,145,171  | 11.21% | 77          | 291             |
| 右翼                     | UDF フランス民主連合                  | 2,330,072  | 8.31%  | 53          | 291             |
| 右翼                     | RPR-UDF RPR-UDF共同リスト             | 6,017,207  | 21.46% | 147         | 291             |
| 右翼                     | Various Right 右翼諸派                | 1,096,511  | 3.90%  | 14          | 291             |
| 極右                     | FN 国民戦線                           | 2,705,336  | 9.65%  | 35          | 35              |
| 極右                     | Extreme Right 極右（FN以外）          | 57,334     | 0.20%  | 0           | 35              |
| 合計                     | 合計                                  | 28,037,180 |        | 577         | 577             |

出典：Results of parliamentary elections in 1986 (PDF) （2011年9月18日閲覧）
共和国連合とフランス民主連合の右翼連合が過半数（289議席）を上回る291議席を得て勝利した。一方、与党である社会党は議席を大幅に減らしたものの、単独政党としては第1党を維持することができた。1984年に社会党政権から離脱したフランス共産党は得票率と議席を共に減らし惨敗した。84年の欧州議会選挙で政界初進出した極右政党「国民戦線」は、前回選挙の0議席から一挙に35議席を獲得し国政初進出を果たした。
選挙結果を受け、ローラン・ファビウス首相は辞任し、ミッテラン大統領は後任首相に共和国連合指導者のジャック・シラクを任命した。首相に任命されたシラクはRPRとUDFを主軸とする内閣を発足させ、第5共和制史上初となる「コアビタシオン」（保革共存政権）が誕生することとなった。